# Tanya Wright
Tanya Patrice Wright (Bronx, 3 de maio de 1971) é uma atriz e escritora norte-americana, conhecida pela participação na série Orange Is the New Black.